# Secreció
La secreció és el procés d'elaboració i alliberament d'un compost o substància química d'una cèl·lula o glàndula. En contrast amb l'excreció, la substància pot tenir una certa funció, en lloc de ser un producte de rebuig.
En els bacteris, la secreció és el transport o translocació de molècules, com per exemple proteïnes, enzims or toxines (com la toxina del cólera del bacteri patogen Vibrio cholerae), de l'interior (citoplasma) d'una cèl·lula cap a l'exterior. Pels bacteris, es tracta d'un mecanisme molt important de funcionament dins de l'entorn natural que els envolta, alhora d'adaptar-s'hi

### Secreció en teixits animals
Molts tipus de cèl·lules humanes tenen la capacitat de ser cèl·lules secretores, i tenen un reticle endoplasmàtic i un aparell de Golgi desenvolupats per realitzar aquesta funció. Els teixits humans poden produir secrecions, azsdxfcgvhbjnkmls produeixen a l'aparell digestiu, que secreta enzims digestius i àcid gàstric, al pulmó, que secreta surfactants, o a les Glàndules sebàcies, que secreten sèu per lubricar la pell i el cabell. Les glàndules de Meibom de la parpella també secreten sèu per lubricar i protegir l'ull.

## Secreció en bacteris gramnegatius
La secreció no és exclusiva de les cèl·lules eucariotes, també és present en els bacteris i els arqueus. Els transportadors ABC són comuns a tots tres dominis de la vida. El sistema de secreció de tipus II és un altre sistema de secreció, homoleg a la translocació del reticle endoplasmàtic eucariòtic i a la translocació dels llevats. Algunes proteïnes secretades són transportades a través de la membrana citoplasmàtica pel sistema de secreció de translocació, el qual necessita la presència d'un pèptid amb un N-terminal lliure. Altres són transportades a través de la membrana citoplasmàtica pel bessó de translocació d'arginina (en anglès, Tat pathway). Els bacteris gramnegatius tenen dues membranes, això fa que la secreció sigui més complex. En aquests bacteris existeixen, com a mínim, sis sistemes de secreció. Moltes proteïnes secretades són especialment important en la patogènesi bacteriana.

### Sistema de secreció tipus I (T1SS o TOSS)
És un mecanisme similar al del transportador ABC, encara que té proteïnes addicionals que, juntament amb la proteïna ABC, formen un canal contigu que travessa les membranes interior i exterior d'un bacteri gramnegatiu. Es tracta d'un sistema simple, format únicament per tres unitats: la proteïna ABC, la proteïna de fusió de la membrana (MFP), i la proteïna de la membrana externa (OMP). Aquest sistema transporta diverses molècules, des d'ions fins a proteïnes de diferents mides (20 - 900 kDa), com la petita Escherichia coli pèptid colicina V (10 kDa) o la proteïna d'adhesió cel·lular Pseudomonas fluorescens (LapA), de 900 kDa. Les millor caracteritzades són les toxines RTX i les lipasees. A més, també està relacionat amb l'exportació de substrats no proteics com els β-glucans i els polisacàrids.

### Sistema de secreció tipus II (T2SS)
Les proteïnes secretades per mitjà d'aquest sistema, o la branca terminal principal de la via secretora general, depenen inicialment del Tat pathway per transportar-les al periplasma. Un cop allà, passen a través de la membrana exterior per mitjà d'un complex multimèric, format per entre 12 i 14 subunitats, de porus formats per proteïnes secretores. A més d'aquestes proteïnes secretores, entre 10 i 15 proteïnes de la membrana interior i exterior, conformen la totalitat de l'aparell secretor. En moltes d'aquestes proteïnes encara es desconeix la seva funció. Els pili del tipus IV dels bacteris gramnegatius fan servir una versió modificada d'aquest sistema per la seva biogènesi, i en alguns casos, determinades proteïnes són compartides per un complex de pili i el sistema de secreció tipus II, dins d'una única espècie de bacteri.

### Sistema de secreció tipus III (T3SS or TTSS)
És un sistema homòleg al cos basal dels flagels bacterians, pel qual, a través d'una mena de xeringa molecular, un bacteri (per exemple alguns tipus de Salmonella, Shigella, Yersinia o Vibrio) pot injectar proteïnes dins una cèl·lula eucariota. La baixa concentració de l'ió Ca2+ del citosol obre la porta que regula aquest sistema. Un d'aquests mecanismes de detecció de baixes concentracions de calci és l'ús de l'antigen lcrV (sigles en anglès de Low Calcium Response), utilitzat per Yersinia pestis, amb el qual es detecten baixes concentracions de calci i es provoquen infeccions. El sistema Hrps dels patògens de les plantes injecten harpins a les plantes fent ús de mecanismes similars. Aquest sistema de secreció va ser descobert per primer cop al bacteri Yersinia pestis, i mostra que les toxines poden ser injectades directament des del citoplasma bacterià al citoplasma de les cèl·lules de l'hoste, en lloc de simplement ser secretades en el medi extracel·lular.

### Sistema de secreció tipus IV (T4SS or TFSS)
És homòleg de la maquinària de conjugació dels bacteris (i dels flagels arqueges), i pot transportar tant ADN com proteïnes. Va ser descobert en el Agrobacterium tumefaciens, el qual utilitza aquest sistema per introduir una seqüència d'ADN (ADN-T) del plasmidi a la planta hoste, provocant el desenvolupament de tumoracions a la zona afectada de la planta. Altres exemples són el bacteri Helicobacter pylori, que fa servir aquest sistema de secreció per inserir la proteïna CagA a les cèl·lules epitelials de l'estómac i el duodè, la bordetel·la pertússica, agent causant de la tos ferina i que secreta les seves toxines utilitzant parcialment aquest sistema, i la Legionella pneumophila, que causa la legionel·losi (o malaltia dels legionaris) i fa servir el sistema de secreció tipus IVB, conegut com a Icm/Dot (sigles en anglès de Intra cellular multiplication / Defect in organelle trafficking genes), per injectar nombrosos efectors a les cèl·lules eucariotes de l'hoste. El prototipus del sistema de secreció tipus IV és el complex VirB del Agrobacterium tumefaciens.

### Sistema de secreció tipus V (T5SS)
També anomenat sistema autotransportador, aquest tipus de secreció implica l'ús d'un Sec o complex Tat per travessar la membrana interna. Les proteïnes que fan servir aquesta via tenen la capacitat de formar un canal amb el C-terminal, el qual s'insereix a la membrana externa, permetent a la resta del pèptid arribar a l'exterior de la cèl·lula. Els autotransportadors sovint es trenquen, deixant el canal inserit a la membrana externa i alliberant la resta del pèptid. Alguns científics creuen que les restes del autotransportadors que romanen a la membrana externa, donen lloc als porus, estructures similars als canals.

### Sistema de secreció tipus VI (T6SS)
Aquest sistema va ser identificat el 2006 pel grup de John Mekalanos al Harvard Medical School (Boston, USA), en dos patògens bacterians, Vibrio cholerae i Pseudomonas aeruginosa. Des d'aleshores, el sistema de secreció tipus VI ha estat trobat a la majora de genomes dels proteobacteris. Diversos estudis mostren la implicació d'aquest sistema en processos relacionats amb la patogènesi; encara que, estudis recents suggereixen un paper més ampli per aquest sistema, que participa en la detecció de l'estrès. El sistema de secreció tipus VI està format per diversos components, i dues proteïnes, Hcp i VgrG, que sovint es troben surant als cultius, suggerint que són proteïnes secretades; no obstant això, la recent estructura cristal·lina d'aquestes dues proteïnes (Hcp i VgrG), suggereix que són part d'un apèndix extracel·lular. Les proteïnes secretades per aquest sistema no tenen N-terminal i, per tant, presumiblement, no entren a través del complex Tat.

### Alliberament de vesícules de la membrana externa
A més de l'ús dels complexos multiproteics anteriors, els bacteris gramnegatius tenen altres mètodes per alliberar material: la formació de vesícules de la membrana externa. Porcions de la membrana externa se separen, formant estructures esfèriques fetes d'una bicapa lipídica que envolta material periplàsmic. S'ha trobat que vesícules d'una sèrie d'espècies de bacteri contenen factors de virulència, mentre que alguns tenen efectes immunomoduladors, i altres directament poden adherir-se a les cèl·lules hoste e intoxicar-les. Mentre que l'alliberament de les vesícules s'ha demostrat com una resposta general a condicions d'estrès, el procés de càrrega de les proteïnes de càrrega sembla selectiu.

## Secreció en bacteris grampositius
Les proteïnes se sintetitzen al citoplasma amb els corresponents N-terminals dels pèptids senyal, i després es dirigeixen cap a una proteïna de transport específica. Durant, o poc temps després del seu transport a través de la membrana citoplasmàtica, la proteïna es processa i es doblega en la seva forma activa. Allà és retinguda al costat exterior del citoplasma de la cèl·lula o alliberada al medi. Donat que els pèptids senyal que porten les proteïnes cap a la membrana són els factors que determinen la via específica de transport, aquests pèptids es classifiquen segons la via de transport amb la qual condueixen a les proteïnes. Aquesta classificació es basa en el tipus de peptidasa senyal (Spase) que és la responsable de l'eliminació del pèptid senyal. La majoria de les proteïnes exportades s'exporten des del citoplasma a través de la via secretora general (Sec). Els factors de virulència més coneguts (les exotoxines de l'Staphylococcus aureus, l'antigen protector del Bacillus anthracis, o la listeriolisina O de la Listeria monocytogenes) que són secretats per patògens grampositius, tenen el típic N-terminal en el pèptid senyal que els portarà a la via de secreció. Les proteïnes que són secretades per mitjà d'aquesta via són traslladades a través de la membrana citoplasmàtica en un estat desplegat. Posteriorment, té lloc el seu processament i plegament en l'entorn de la paret cel·lular. A més d'aquest sistema de secreció, alguns bacteris grampositius també fan servir el sistema Tat, que és capaç de traslladar proteïnes plegades a través de la membrana. Això és especialment útil en el cas de les proteïnes que necessiten cofactors, com ara el grup ferro-sofre i la molibdopterina, que són incorporats al citoplasma. Els bacteris patògens poden tenir certs sistemes especials d'exportació, que estan involucrats específicament només en el transport d'unes quantes proteïnes. Per exemple, en els micobacteris s'han identificat diversos grups de gens, que codifiquen proteïnes que són secretades en l'entorn a través de vies específiques (ESAT-6), i que tenen un paper important en la patogènesi del micobacteri. Els transportadors ABC específics dirigeixen l'exportació i el processament de petits pèptids antibacterians anomenats bacteriocines. Els gens de les endolisines, que són els responsables de l'aparició de la lisi bacteriana, sovint es troben prop dels gens que codifiquen proteïnes com l'holina, el que suggereix que aquestes holines són les responsables de l'exportació d'endolisina a la paret cel·lular.